# Friedrich Wilhelm von Loebell
Friedrich Wilhelm von Loebell (ur. 17 września 1855 w Kloster Lehnin, zm. 21 listopada 1931 w Brandenburgu) – pruski polityk.

## Życiorys
Z wykształcenia prawnik. W latach 1884–1889 był landratem powiatu Neuhaus (Oste) (obecnie powiat Cuxhaven), następnie 1889-1900 landratem powiatu Westhavelland. W roku 1900 rozpoczął pracę w administracji prowincji Brandenburgia. W latach 1898–1900 był posłem konserwatywnym w Reichstagu, a w latach 1901–1904 posłem pruskiego Landtagu. W 1904 rozpoczął pracę w kancelarii Rzeszy, gdzie był zaufanym pomocnikiem kanclerza Bülowa. Po upadku rządu Bülowa objął stanowisko nadprezydenta Brandenburgii, lecz po roku odszedł z niego z powodów zdrowotnych. Powrócił do polityki w roku 1914 jako minister spraw wewnętrznych Prus. W czasie I wojny światowej był zwolennikiem tradycyjnego sojuszu prusko-rosyjskiego. Jego sprzeciw wobec planów reformy ordynacji wyborczej oraz niechęć do socjalistów spowodowała konflikt z kanclerzem Bethmann-Hollwegiem i odejście z urzędu ministra w roku 1917. W Republice Weimerskiej wspierał działania obozu konserwatywnego - w wyborach prezydenckich 1925 roku, w walce o los posiadłości rodziny cesarskiej i w sprzeciwie wobec reformy praw wyborczych. 